# Agabus abessinicus
Agabus abessinicus är en skalbaggsart som först beskrevs av Zimmermann 1928.  Agabus abessinicus ingår i släktet Agabus och familjen dykare. Inga underarter finns listade i Catalogue of Life.